# Anita Diminuta
Anita Diminuta est une série de bande dessinée espagnole créée par Jesús Blasco et publiée dans Mis Chicas (es) d'avril 1941 à 1950. Elle a par la suite fait l'objet de reprises périodiques.
Anita Diminuta est une fillette orpheline qui arpente un monde fantasmagorique en compagnie de l'ours en peluche Pet Mateo, du soldat de plomb Soldadito et du nain Del Bosco, tous quatre luttant contre la sorcière Carraspia et le mage Caralampio. C'était l'une des œuvres destinées à la jeunesse les plus populaires des années 1940 en Espagne.